# Steve Speirs
Steven „Steve“ Speirs (* 22. Februar 1965 in Troedyrhiw) ist ein walisischer Schauspieler und Drehbuchautor.

## Leben
Speirs wurde in einem kleinen Dorf nahe Merthyr Tydfil in Wales geboren. Er studierte Drama an der Loughborough University. Danach begann er eine Laufbahn als Schauspieler und erhielt auch in einigen Hollywood-Blockbustern wie Star Wars: Episode I – Die dunkle Bedrohung, Fluch der Karibik 2, Eragon – Das Vermächtnis der Drachenreiter und Tintenherz Nebenrollen.
2008 übernahm er in der Fantasyserie Kröd Mändoon and the Flaming Sword of Fire eine der größeren Rollen. 2010 war er in der Komödie Burke & Hare neben Andy Serkis und Simon Pegg in einer kleinen Rolle zu sehen. In dem TV-Film Cor, Blimey! aus dem Jahre 2000 war er zudem in der Rolle des Bernard Bresslaw und in dem Zweiteiler Sharpe's Peril neben Sean Bean in der Rolle des Sergeant Wormwood zu sehen.

## Filmografie (Auswahl)
Schauspieler
- 1989–1991: We Are Seven (Fernsehserie, 7 Episoden)
- 1996: Rough Justice
- 1997: House of America
- 1998: Married 2 Malcolm
- 1998: Martha trifft Frank, Daniel & Laurence (Martha - Meet Frank, Daniel and Laurence)
- 1999: I Wish I Could Fight Like Roberto Duran
- 1999: Star Wars: Episode I – Die dunkle Bedrohung (Star Wars: Episode I - The Phantom Menace)
- 2000: Rancid Aluminium
- 2001: The Musketeer
- 2002: Vacuums
- 2004: The Last Detective (Fernsehserie)
- 2004: The Baby Juice Express
- 2004: Tunnel of Love (Fernsehfilm)
- 2005: Doctor Who (Fernsehserie, 2 Episoden)
- 2005: The Last Mission – Das Himmelfahrtskommando (The Last Drop)
- 2005: Inspector Barnaby (Midsomer Murders) Fernsehserie, Staffel 8, Folge 8: Die Leiche ist heiß (Sauce For The Goose)
- 2005: Icon (Fernsehfilm)
- 2006, 2010: Doctors (Fernsehserie, 2 Episoden)
- 2006: Pirates of the Caribbean – Fluch der Karibik 2 (Pirates of the Caribbean: Dead Man's Chest)
- 2006: Eragon – Das Vermächtnis der Drachenreiter (Eragon)
- 2007: Dolphins
- 2007: The Baker
- 2007: New Tricks – Die Krimispezialisten (New Tricks, Fernsehserie, Episode 4x02)
- 2008: Tintenherz (Inkheart)
- 2008: No Heroics (Fernsehserie, 6 Episoden)
- 2009: A Child’s Christmases in Wales (Fernsehfilm)
- 2010: Cemetery Junction
- 2010: Casualty (Fernsehserie, 1 Episode)
- 2010: Burke & Hare
- 2011: Summer Musical
- 2012–2015: Stella (Fernsehserie, 39 Episoden)
- 2013–2014: Big School (Fernsehserie, 12 Episoden)
- 2013: Gangsta Granny (Fernsehfilm)
- 2014: The Boy in the Dress (Fernsehfilm)
- 2014: Set Fire to the Stars
- 2015: The Bad Education Movie
- 2016: Rovers (Miniserie, 6 Episoden)
- 2016–2018: Upstart Crow (Fernsehserie, 19 Episoden)
- 2019: Denmark
- 2020: The Tuckers (Fernsehserie, 3 Episoden)
- 2020: Concrete Plans
- 2020, 2022: After Life (Fernsehserie, 2 Episoden)

Drehbuch
- 2008: Caught in the Act
- 2012–2015: Stella (Fernsehserie, 8 Episoden)
- 2020: The Tuckers (Fernsehserie)

Produzent
- 2008: Caught in the Act